# Baojun Yunduo
Baojun Yunduo – elektryczny samochód osobowy klasy kompaktowej produkowany pod chińską marką Baojun od 2023 roku.

## Historia i opis modelu

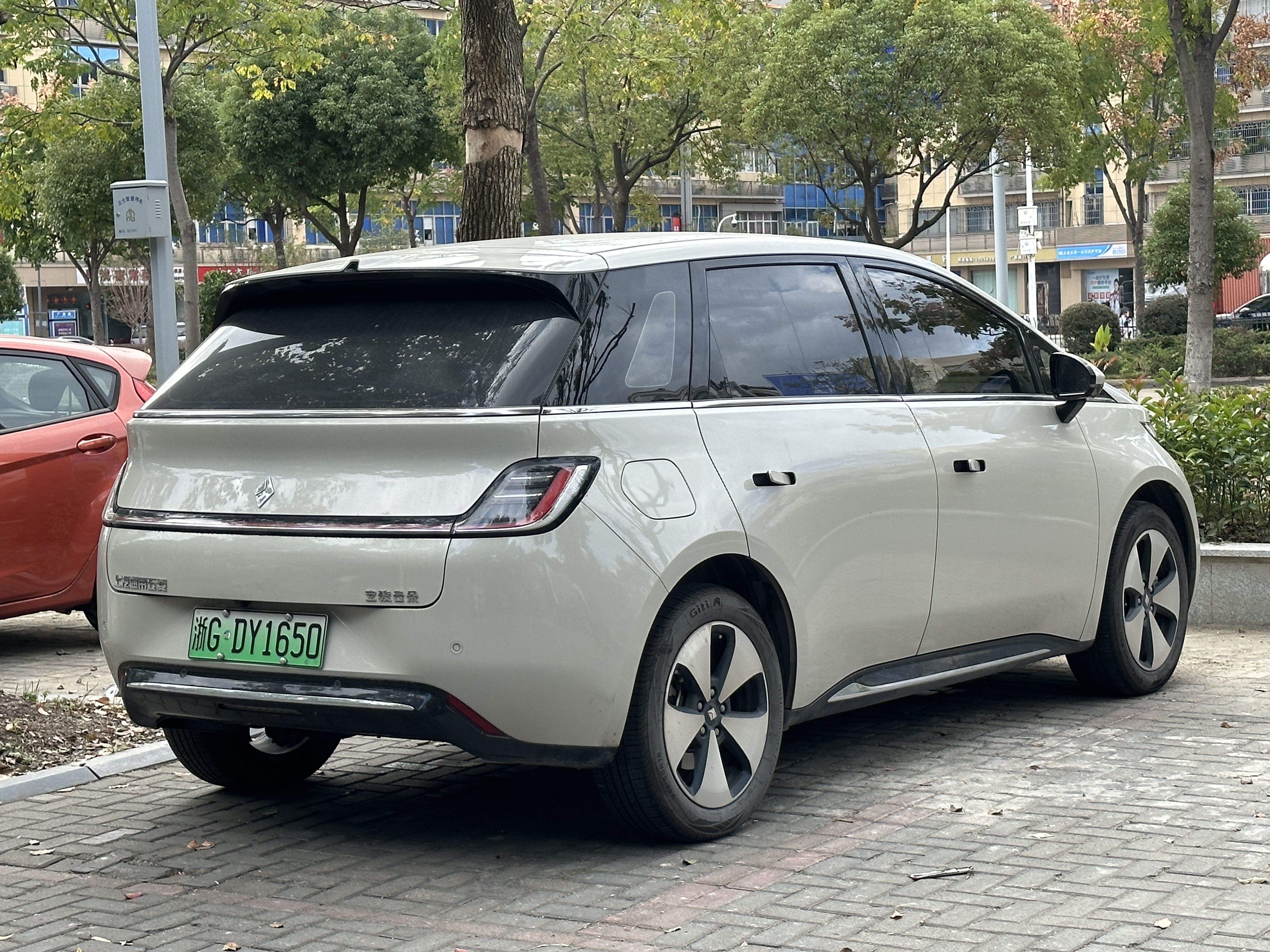
Baojun Yunduo - tył

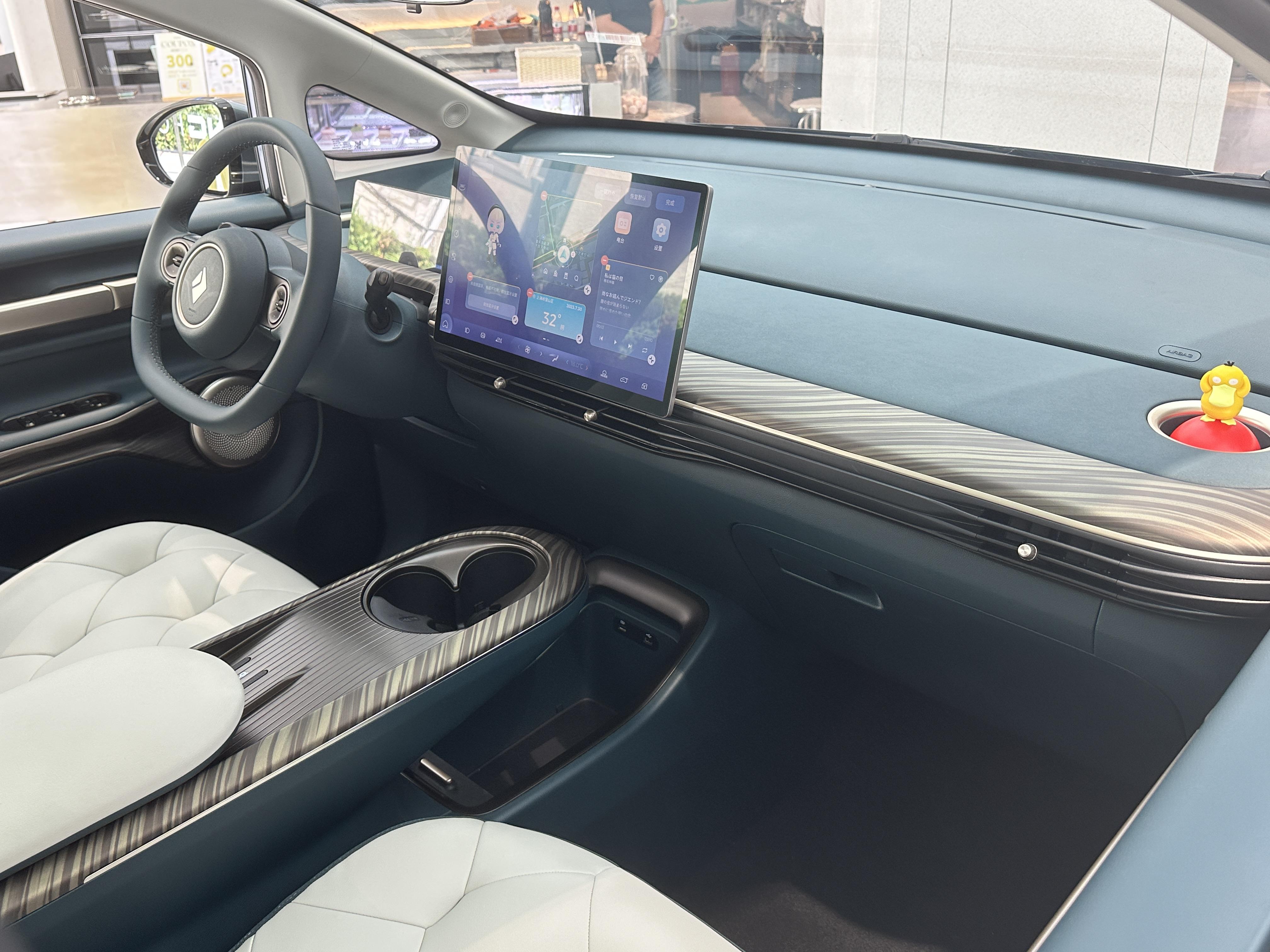
Baojun Yunduo - kokpit

W maju 2023 Baojun przedstawił kolejny po małym crossoverze Yueye nowy elektryczny model w ramach restrukturyzacji i modernizacji swojej oferty dotychczas skupionej na spalinowych samochodach. Yunduo przyjął postać kompaktowego, 5-drzwiowego hatchbacka o pękatych proporcjach, z nietypowo ukształtowanym przodem z krótką linią maski i stopniowanym kształtem bryły. Zarówno przednie, jak i tylne oświetlenie, utworzyły pasy świetlne, a obłe nadwozie zostało obszernie przeszlone oraz wzbogacone m.in. chowanymi klamkami. Z długością niespełna 4,3 metra Baojun Yunduo stanowi odpowiedź na m.in. Volkswagena ID.3.
Obszerna kabina została utrzymana w estetyce nawiązującej do wzornictwa meblarskiego, z rozbudowaną wytłoczką foteli obitych sztuczną skórą, a także rozbudowanym tunelem środkowym ze schowkiem oraz potrójnym uchwytem na napoje. Zarówno przed kierowcą, jak i w centralnym punkcie konsoli centralnej znalazły się wyświetlacze pełniące kolejno funkcję cyfrowych zegarów oraz punkt sterowania systemem ultimedialnym. Baojun Yunduo otrzymał system półautonomicznej jazdy dostarczony przez producenta dronów DJI.

### Sprzedaż
Baojun Yunduo został zbudowany głównie z myślą o wewnętrznym rynku chińskim, gdzie jego sprzedaż rozpoczęła się oficjalnie 3 miesiące po debiucie, w połowie sierpnia 2023 roku. Samochód w momencie premiery wywołał duże zainteresowanie pośród chińskich konsumentów, co przekuło się w zebranie przez producenta 10 tysięcy zamówień na elektrycznego hatchbacka w ciągu pierwszych 10 dni. W lutym 2024 roku zaprezentowany został indonezyjski wariant pod nazwą Wuling Cloud EV, wraz z lokalną produkcją w zakładach siostrzanej firmy z tego samego joint-venture. 
We wrześniu tego samego roku przedstawiono kolejny wariant, tym razem pod nazwą MG Windsor EV z myślą o rynku indyjskim. Samochód zdobył tam dużą popularność, zbierając ponad 15 tysięcy rezerwacji w pierwszym dniu od uruchomienia sprzedaży. W ciągu miesiąca od premiery Windsor EV stał się najlepiej sprzedającym się samochodem elektrycznym w Indiach.

### Dane techniczne
Baojun Yunduo jest samochodem w pełni elektrycznym, do którego układu napędowego wykorzystany został 134-konny silnik przenoszący moc na oś przednią. Do wyboru klientom udostępniono dwa pakiety akumulatorów. Mniejszy, o pojemności 37,9 kWh oferuje ok. 360 kilometrów maksymalnego zasięgu, z kolei większy o pojemności 50,7 kWh pozwala przejechać na jednym ładowaniu do ok. 460 kilometrów.